# Бунчук (геральдика)
Бунчук — рідкісна поширеною фігурою в геральдиці в гербі з невеликим геральдичним проникненням. Це був символ гідності та стандарт, який використовувався лідерами кочових племен, зокрема турецьких племінних об'єднань в Османській імперії протягом приблизно 400 років.

## Опис
Бунчук зображується у вигляді жердини, як правило, заввишки з людину, «увінчану» півмісяцем і прикріпленим внизу звисаючим кінським хвостом, що й дало йому назву другу назву — «кінський хвіст». Геральдична фігура тримається фігурою або приколюється. Тинктура не обмежується одним кольором.

## Приклади
Як стверджує геральдист Максиміліан Гріцнер, бунчук відомий в угорських, російських і шведських гербовниках.
В українській геральдиці бунчук символізує козацтво і вживається у ряді старшинських гербів, зокрема, Косачів.
На гербі герцога Падуанського чорний сфінкс тримає бунчук.

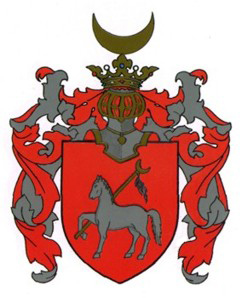
Герб Араз роду Смольських
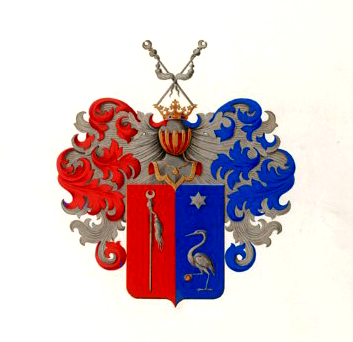
Герб старшинського роду Лихопоїв-Башевських
Жан Туссен Аррігі де Казанова
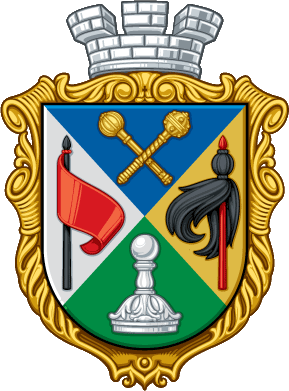
Герб Батурина
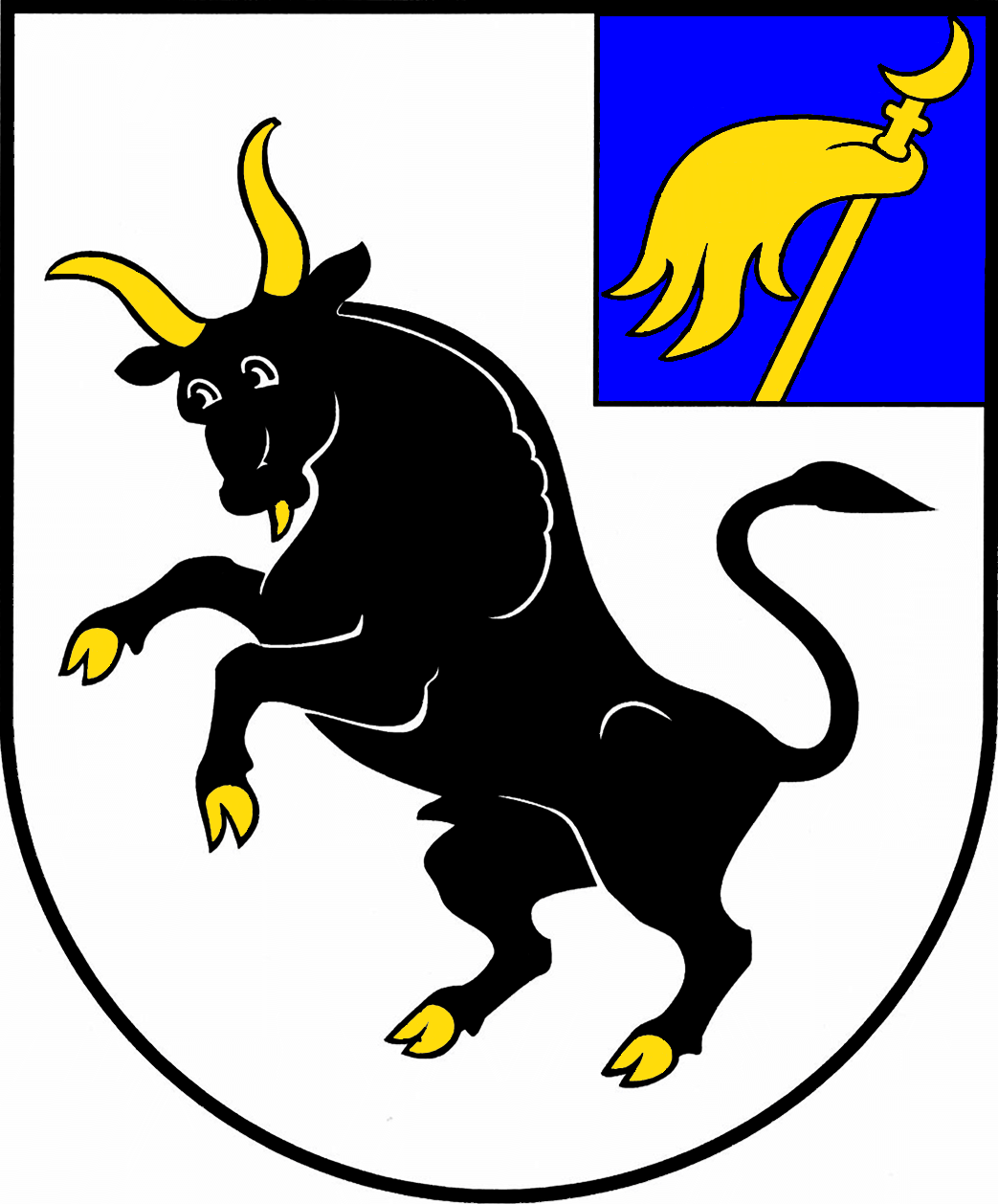
Герб Нямежиса (Литва)
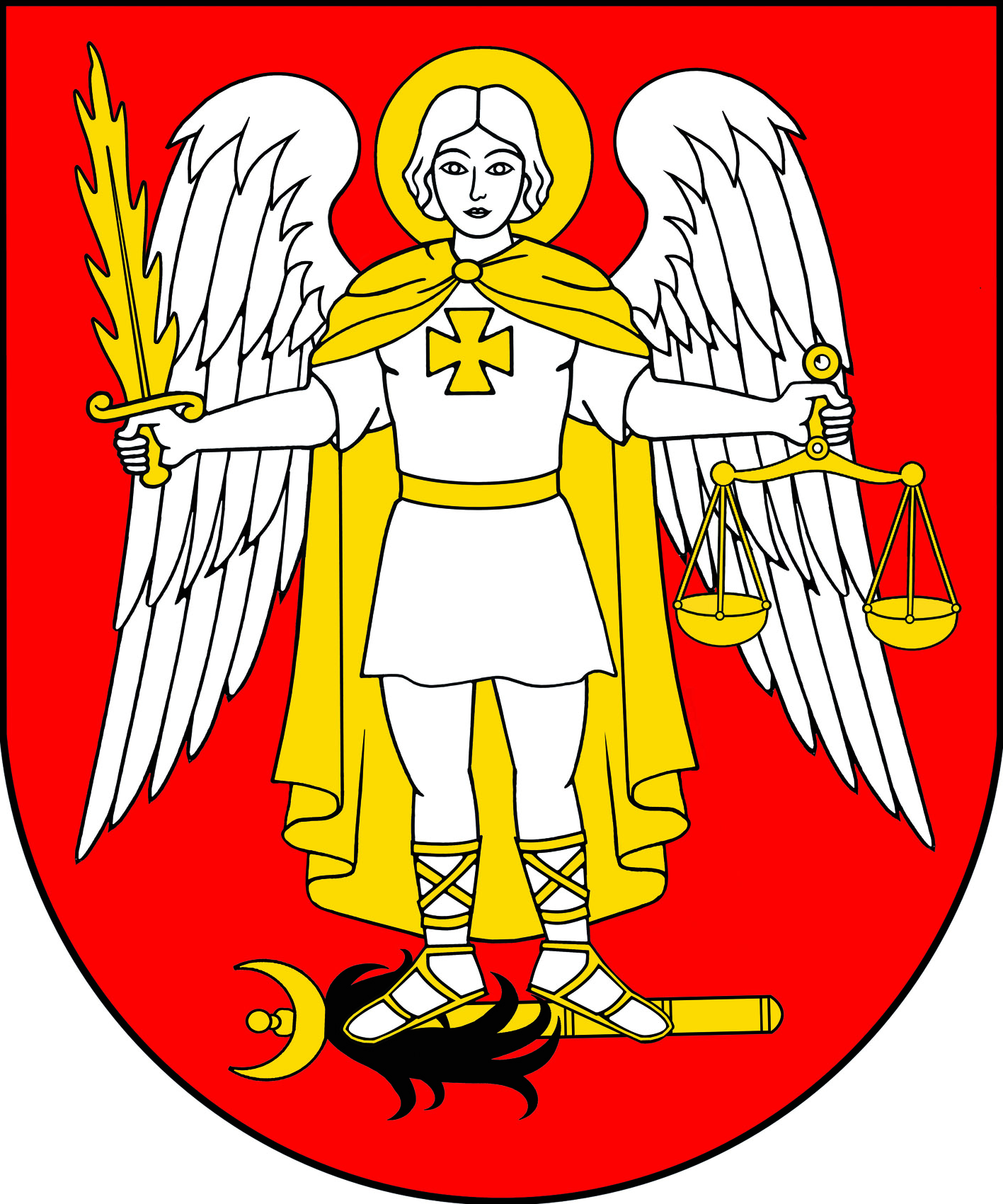
Герб гміни Телятин (Польща)
Герб Запорізької області
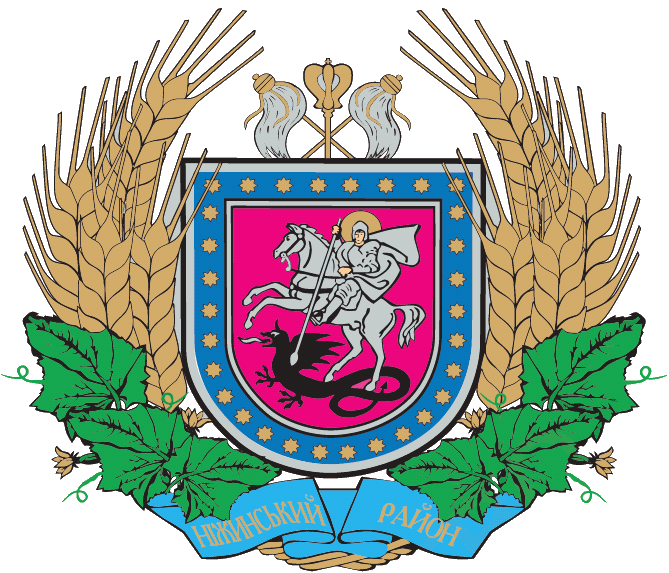
Герб Ніжинського району
Герб Краснодарського краю (від 2004 року).

## Вебпосилання
- Rossschweif (Heraldik) на Heraldik-Wiki